# Pylopagurus diegensis
Pylopagurus diegensis är en kräftdjursart. Pylopagurus diegensis ingår i släktet Pylopagurus och familjen eremitkräftor. Inga underarter finns listade i Catalogue of Life.